# U-Boot-Spiel
U-Boot-Spiel ist ein Hörspiel des deutschen Schriftstellers Dieter Kühn aus dem Jahre 1969. Produziert wurde es vom Westdeutschen Rundfunk (WDR), dem Hessischen Rundfunk (HR) und vom Saarländischen Rundfunk (SR) unter der Regie von Friedhelm Ortmann. Die Erstsendung strahlte der WDR am 12. Februar 1969 aus, Sendelänge 49 Minuten.

## Beschreibung
Die Vorlage für dieses Hörspiel dürfte vielen bekannt sein: Schiffe versenken, ein Spiel für zwei Personen auf kariertem Papier. In der Regel verteilt jeder Spieler auf seinem Spielfeld von 10 × 10 Rechenkästchen 10 Schiffe: ein Schlachtschiff, zwei Kreuzer, drei Zerstörer und vier U-Boote.
In Kühns Hörspiel verteilen die beiden älteren Männer Walter (gesprochen von Martin Held) und Willi (gesprochen von Günther Lüders) ihre jeweils 10 Schiffe auf einem Feld von 15 × 15 Kästchen und die Schiffsbezeichnung wird in Tonnen angegeben: „Insgesamt 10 Schiffseinheiten im Planquadrat: 4 leichte à 3000, 3 mittlere à 10.000, 2 schwere Einheiten à 15.000 Tonnen, ein Mordskaliber, 30.000 Tonnen.“
Die beiden Kontrahenten beginnen im anekdotischen Plauderton über den Seekrieg zu sprechen und die „Fehlschüsse“ des Gegners belustigend zu kommentieren. „WALTER: Dann richte deiner Wache aus, sie soll sich mal die Ferngläser putzen: da ist nichts und da war nichts. Ich schieße auf n-4.“ Martin Held dominiert dieses Hörspiel als Walter – auch in der Länge seiner Textpassagen – und steigert sich mit Fortschreiten des Spiels in Erinnerungen an leibhaftig erlebte Kriegshandlungen. Er weiß ganz offensichtlich, wovon er spricht. Die zu Beginn frotzelnd angelegten Dialoge entwickeln sich immer mehr zu einem militärischen Schlagabtausch und einer verbalen Raserei. „WALTER: Da befindet sich nichts. Ich setze jetzt zum Angriff an, und der wird so durchgeführt, wie sich das gehört, der wird genau durchexerziert! Fluten, rein mit der Geschützbedienung, Tiefenruder vorne hart unten, achtern hart oben, das Boot schneidet unter, wird in günstige vorliche Stellung manövriert, beide Maschinen kleine Fahrt voraus.“ Solche technischen Details und sprachlichen Formulierungen fand Kühn in Berichten von U-Boot-Fahrern aus dem Ersten Weltkrieg. Das Hörspiel endet in einer Art Wahnrede Walters über den Untergang eines Schiffes und die schwimmenden Menschenleiber auf der Meeroberfläche. Willi ruft mehrmals dazwischen: „Nun hör doch auf!“ (…) „Da wird’s einem ja schlecht, hör auf!“ (…) „Jetzt hör aber endlich auf!“.

## Zweite Produktion
U-Boot-Spiel wurde 1983 ein weiteres Mal produziert vom Schweizer Radio DRS (SR DRS). Regie führte Charles Benoit, die Sprecher waren Hannes Messemer (Walter) und Ruedi Walter (Willi). Die Sendelänge betrug diesmal 58 Minuten und machte im Nachhinein deutlich, in welch rasender Erregung Martin Held 1969 diesen Text eingesprochen hatte.

## Sendetermine
Zum 75. Geburtstag von Dieter Kühn sendete WDR 3 das Hörspiel am 30. Januar 2010 um 15:05 Uhr.

## Veröffentlichungen
- Wolfgang Schiffer und Michael Serrer (Hrsg.): Bilanz. Hörspielkunst aus den Studios des WDR. Schriftenreihe der Kulturstiftung NRW, Düsseldorf 2016, ISBN 978-3-940357-58-8.